# Ostrinotes
Genre
Ostrinotes est un genre d'insectes lépidoptères de la famille des Lycaenidae, de la sous-famille des Theclinae, et de la tribu des Eumaeini.

## Dénomination
Le genre a été décrit par les entomologistes Kurt Johnson (d), George Austin (d), Jean-François Le Crom (d) et Julián Salazar (d) en 1997.

## Taxinomie
Liste des espèces
- Ostrinotes purpuriticus (Druce, 1907)[2]
- Ostrinotes empusa (Hewitson, 1867)

Synonymie pour cette espèce
Thecla empusa (Hewitson, 1867)
Thecla argerona (Hewitson, 1877)
- Ostrinotes halciones (Butler & Druce, 1872)[4]

Synonymie pour cette espèce
Tmolus halciones(Butler & Druce, 1872) 
Ostrinotes amarillonotes (Johnson, Austin, Le Crom & Salazar, 1997)
Decussata colombiana (Johnson, Austin, Le Crom & Salazar, 1997)
Thecla halciones 
- Ostrinotes tympania (Hewitson, 1869)

Synonymie pour cette espèce
Thecla tympania (Hewitson, 1869) 
Thecla bethulia (Hewitson, 1869)
- Ostrinotes tarena (Hewitson, 1874)

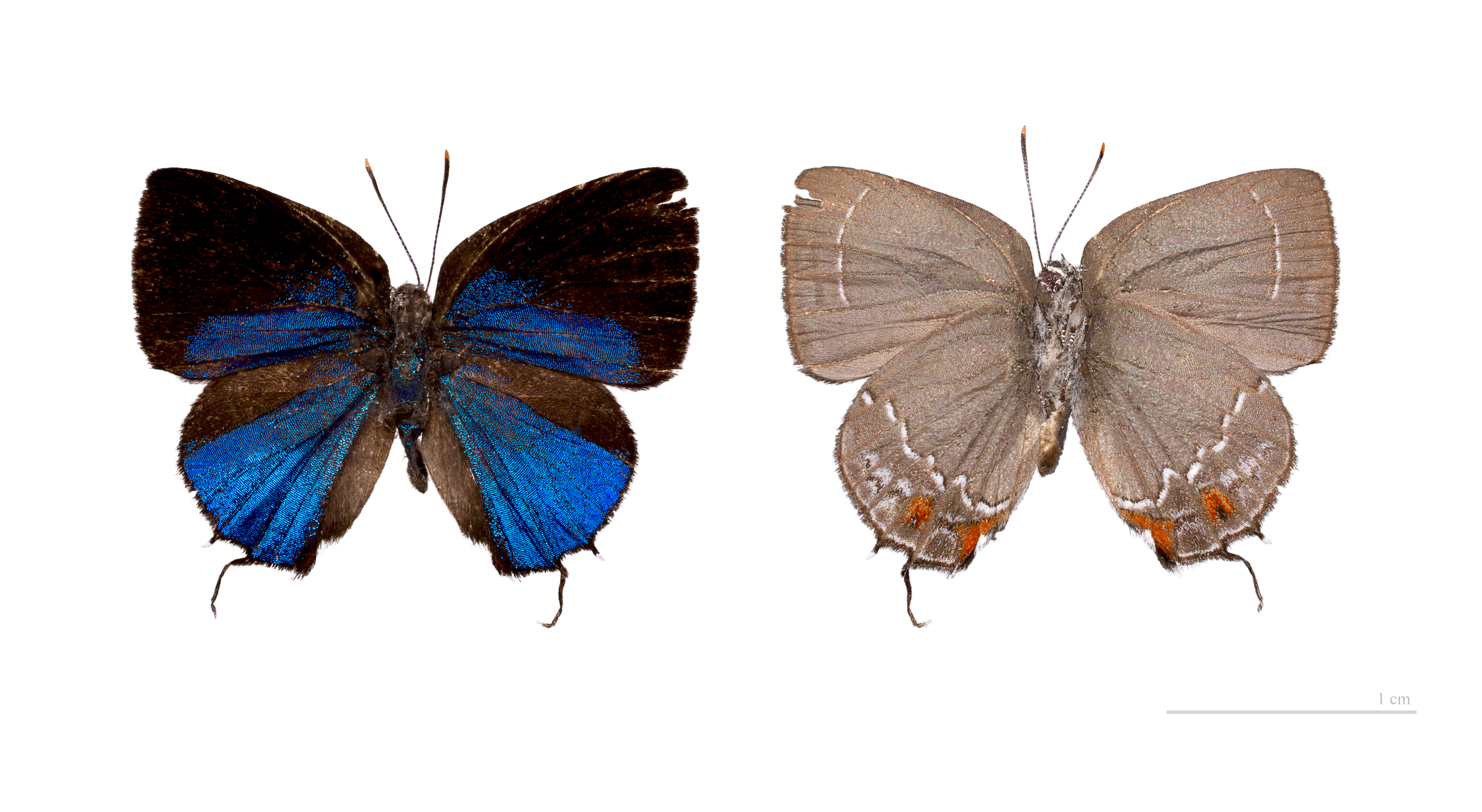
Ostrinotes tarena - Muséum de Toulouse

- Ostrinotes gentiana (Druce, 1907)

Synonymie pour cette espèce
Thecla gentiana (Druce, 1907)
Ostrinotes splendida (Johnson & Faynel, 2003) 
- Ostrinotes sospes (Draudt, 1920)

Synonymie pour cette espèce
Thecla sospes (Draudt, 1920)
- Ostrinotes keila (Hewitson, 1869)

Synonymie pour cette espèce
Thecla keila (Hewitson, 1869)
Thecla parasia (Hewitson, 1874)
- Ostrinotes sophocles (Fabricius, 1793)

Synonymie pour cette espèce
Hesperia sophocles (Fabricius, 1793)
Thecla wilhelmina (Kirby, 1871)
Thecla virginia (Draudt, 1920)

### Articles liés
- Lépidoptère
- Theclinae